# 祖无择

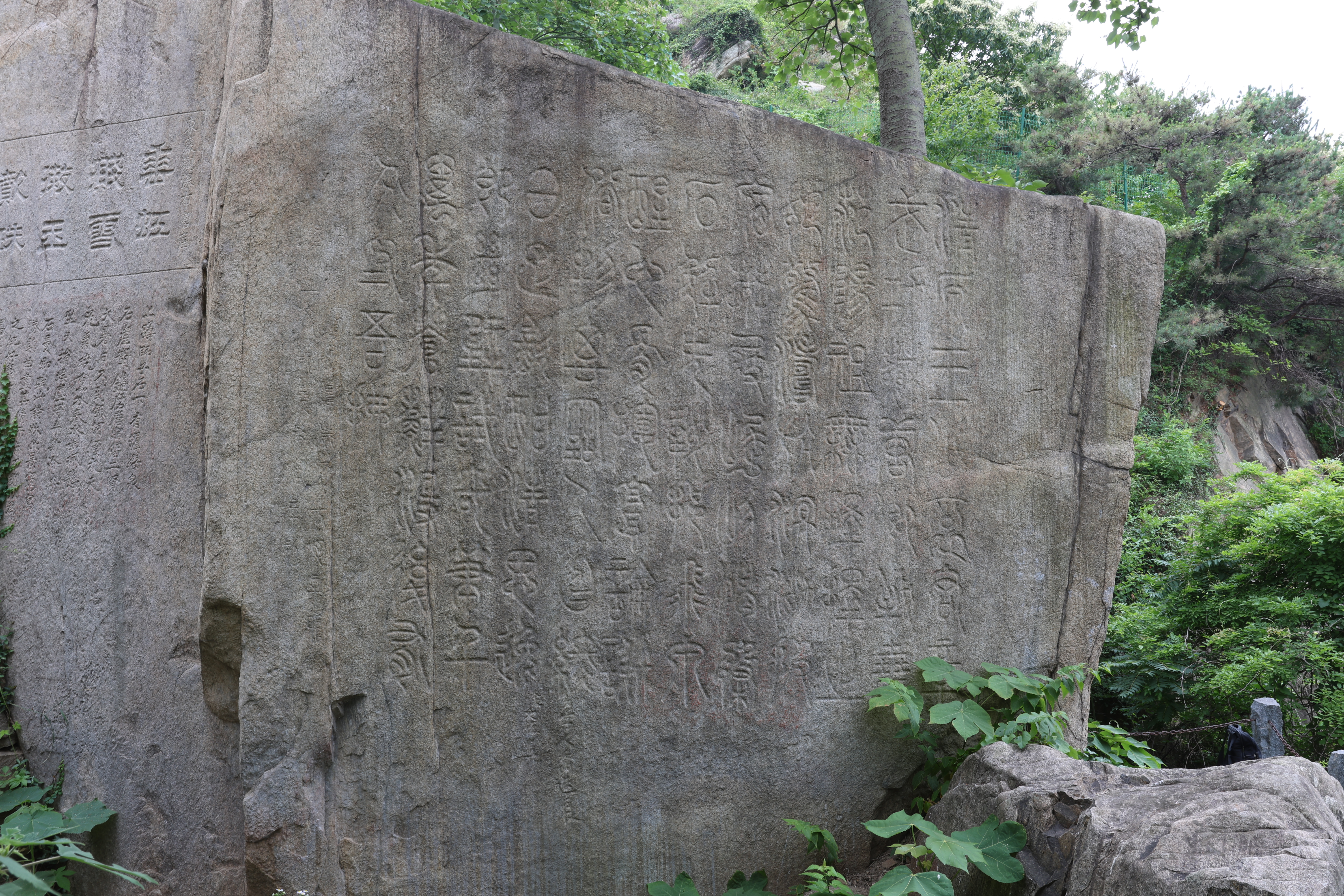
慶曆甲申（1044）祖無擇撰文，蘇唐卿書丹的三言詩刻。在連雲港鬰林觀。

祖无择（1011年—1084年），字擇之，上蔡（今河南上蔡）人，北宋政治人物。

## 履歷
祖無擇少年時師從穆修學習古文，又從孫復學習《春秋》。寶元元年（1038），祖無擇以進士第三名及第。授承奉郎，守大理评事，通判齊州。至和二年（1055），宋廷封孔子後裔孔宗願為文宣公，祖無擇認為“文宣”之名是謚號加在後裔身上，不妥，請改為衍聖公，得到採納。历任南康军知军、海州知州，淮南、广东提点刑狱公事，后入直集贤院任职，為三司戶部判官，出為陝州知州。皇祐年间，出任袁州知州，后转为同修起居注、知制诰，再加授龙图阁学士、权知开封府等职务。此后，担任郑州、杭州知府。宋神宗即位以后，王安石与其同任知制诰，两人后来因故发生嫌隙，祖遂与王安石交恶。熙宁变法后，《宋史》载王安石为了排除异己，暗示监司罪责祖无择，明州（今浙江宁波）知州苗贪污事发，御史王子韶出使视察两浙路，案件牵连到祖无择，而王子韶是一个小人，请求上级把祖无择从开封府押解到远离首都的秀州（今浙江嘉兴）狱中，等到案件审查完毕，祖无择并没有贪污受贿，只是有违礼制，最后贬为忠正军节度副使。不久之后，祖无择恢复光禄卿、秘书监、集贤院学士等职，主管西京御史台，又移改任信阳知军，最后在任上去世。有《龙学文集》并家集十六卷，今存。

## 家庭
- 父：祖士安，叔父：祖士衡
- 弟：祖無頗
- 侄：祖德恭
- 曾孫：祖行[5]